# Bandon (Oregon)
Bandon és una població dels Estats Units a l'estat d'Oregon. Segons el cens del 2007 tenia 3.235 habitants.

## Demografia
Segons el cens del 2000, Bandon tenia 2.833 habitants, 1.287 habitatges, i 736 famílies. La densitat de població era de 397,8 habitants per km².
Dels 1.287 habitatges en un 21,2% hi vivien nens de menys de 18 anys, en un 43,4% hi vivien parelles casades, en un 10,1% dones solteres, i en un 42,8% no eren unitats familiars. En el 36,1% dels habitatges hi vivien persones soles el 19% de les quals corresponia a persones de 65 anys o més que vivien soles. El nombre mitjà de persones vivint en cada habitatge era de 2,09 i el nombre mitjà de persones que vivien en cada família era de 2,71.
Per edats la població es repartia de la següent manera: un 19,1% tenia menys de 18 anys, un 4,7% entre 18 i 24, un 19,4% entre 25 i 44, un 27,5% de 45 a 60 i un 29,4% 65 anys o més.
L'edat mediana era de 49 anys. Per cada 100 dones de 18 o més anys hi havia 80 homes.
La renda mediana per habitatge era de 29.492$ i la renda mediana per família de 37.188$. Els homes tenien una renda mediana de 28.636$ mentre que les dones 22.722$. La renda per capita de la població era de 20.051$. Aproximadament l'11,9% de les famílies i el 16% de la població estaven per davall del llindar de pobresa.

## Poblacions properes
El següent diagrama mostra les poblacions més properes.